# Ořech

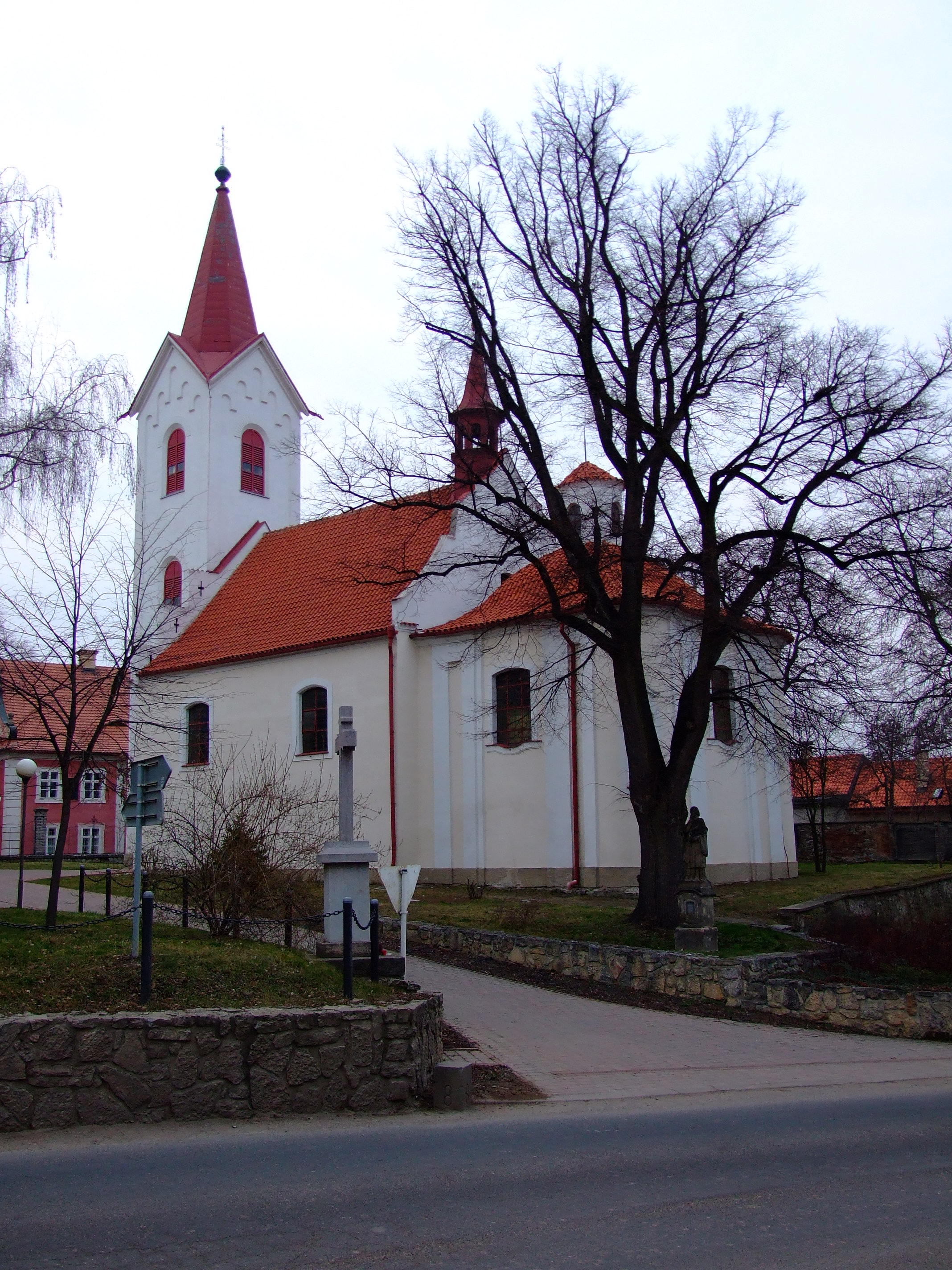
Pfarrkirche Enthauptung Johannes des Täufers

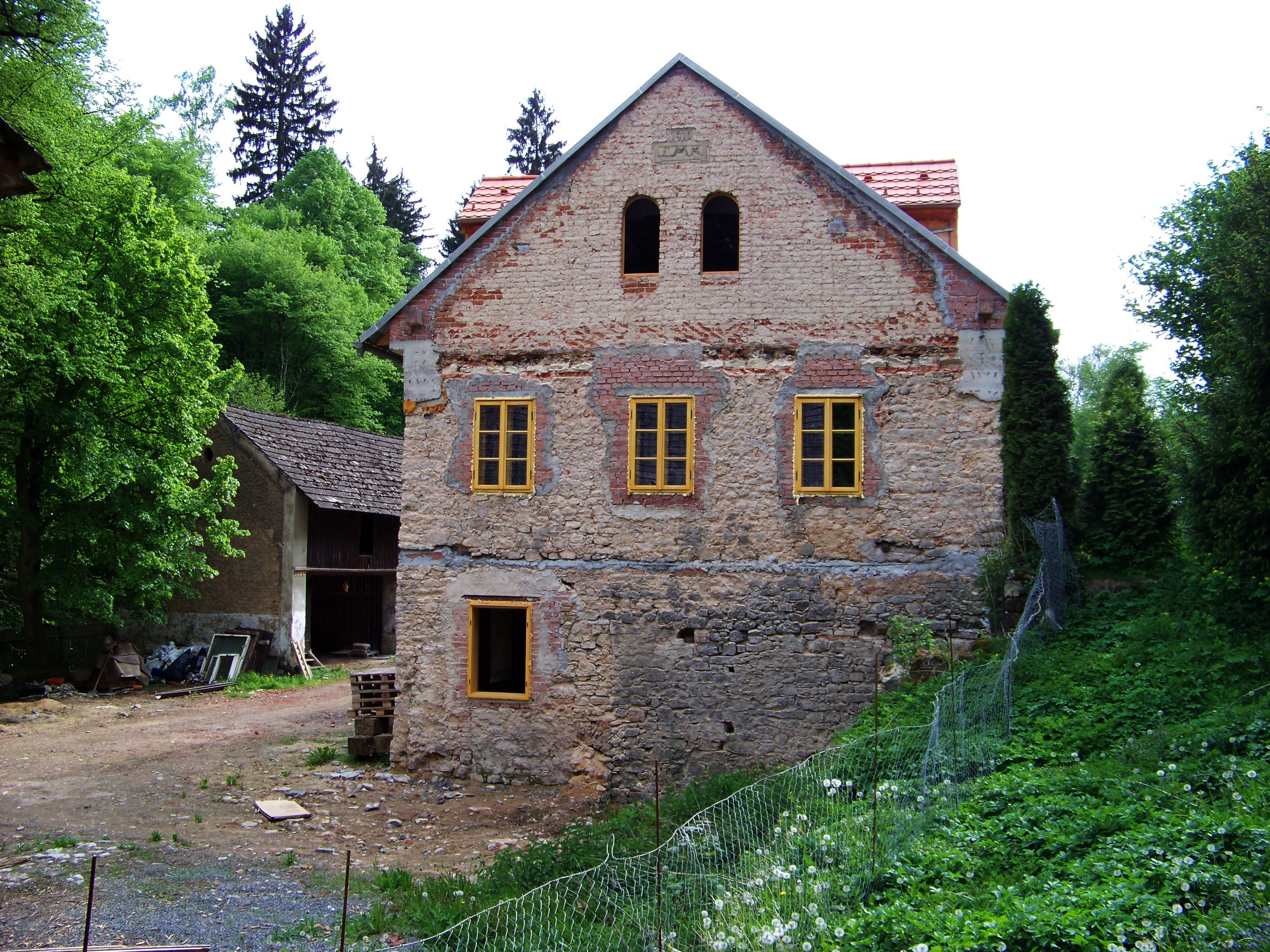
Kalinův mlýn

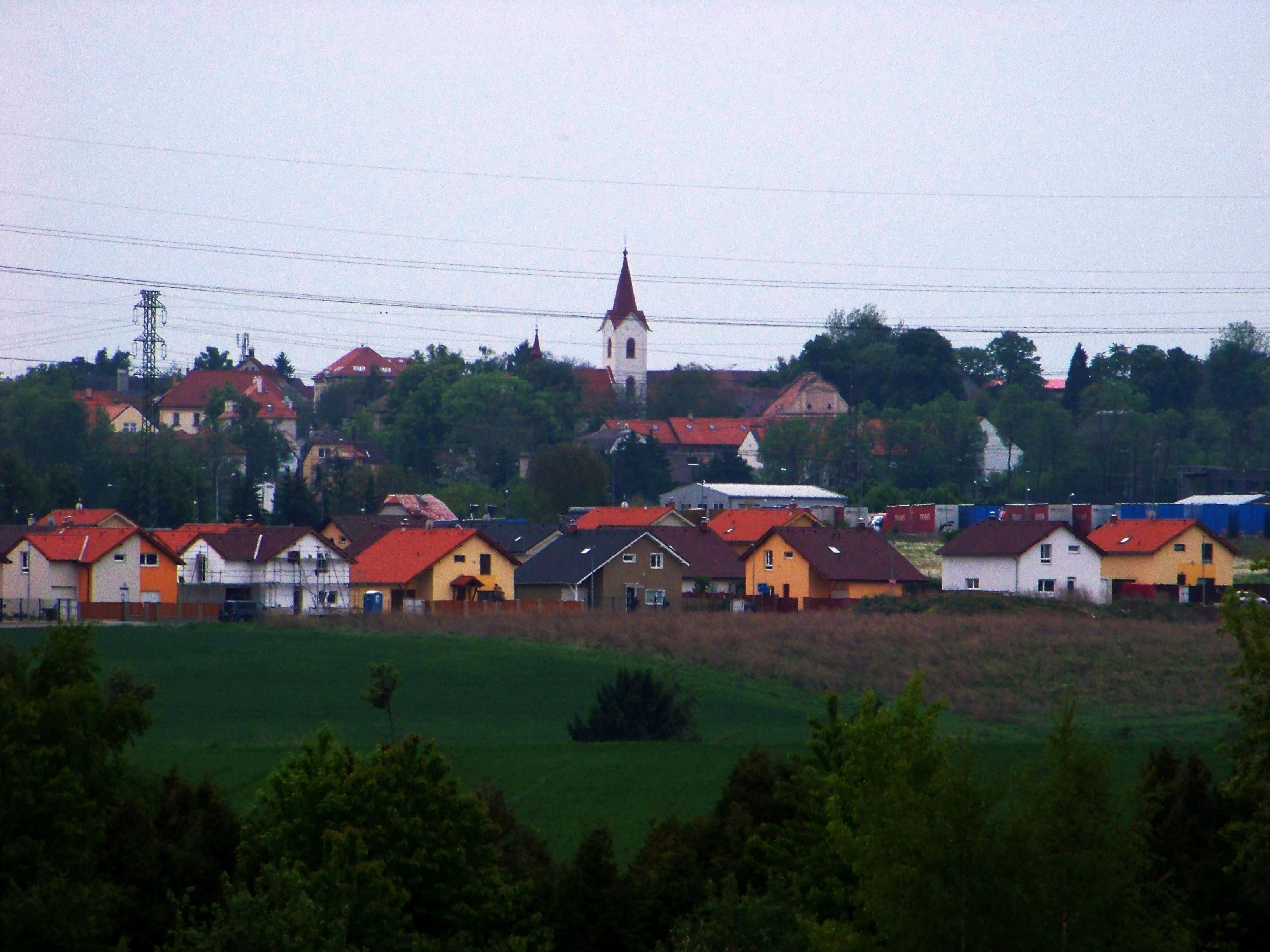
Blick von Skanzen Řepora auf Ořech

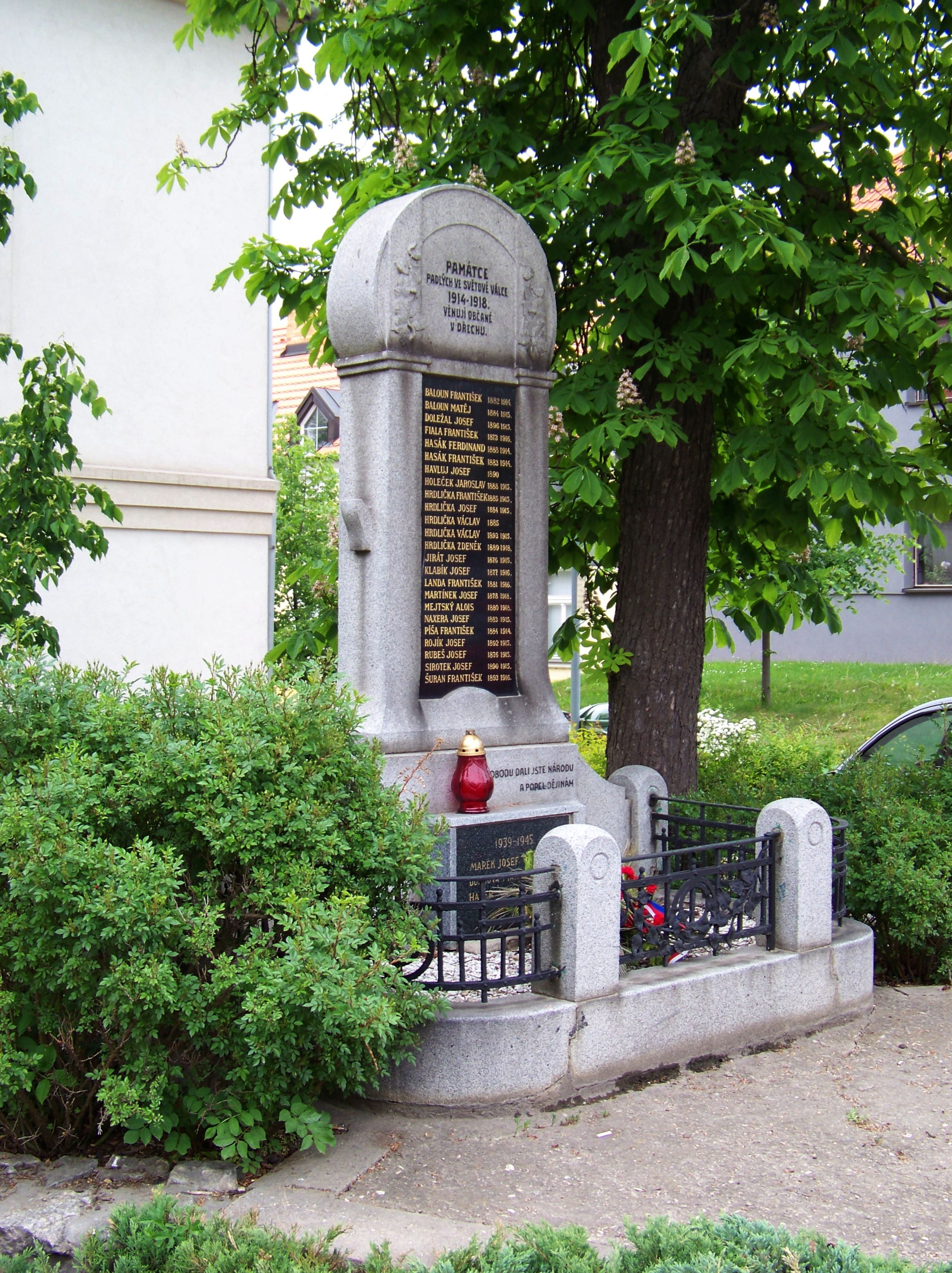
Gedenkstein für die Gefallenen beider Weltkriege

Ořech (deutsch Worschech, auch Worech) ist eine Gemeinde in Tschechien. Sie liegt elf Kilometer südwestlich des Stadtzentrums von Prag an dessen Stadtgrenze und gehört zum Okres Praha-západ.

## Geographie
Ořech befindet sich auf der Prager Hochfläche (Pražská plošina) auf einer Hochebene über der Quellmulde des Baches Ořešský potok. Gegen Norden fließt der Bach Jinočanský potok durch eine seichte Mulde, südlich bildet der Radotínský potok im Landschaftsschutzgebiet Český Kras einen tiefen Grund. Am nördlichen Ortsrand verläuft die  Schnellstraße R 1/E 50 zwischen Zlatníky und Prag sowie die Bahnstrecke Praha–Most. Östlich liegt das Umspannwerk Řeporyje.
Nachbarorte sind Třebonice, Krteň und Chaby im Norden, Řeporyje, Velká Ohrada und Na Požárech im Nordosten, Holyně, Slivenec und U Jezírka im Osten, Zmrzlík, Lochkov und Zadní Kopanina im Südosten, Kalinův Mlýn, Třebotov und Choteč im Süden, Chýnice im Südwesten, Tachlovice, Dobříč und Zbuzany im Westen sowie Mirešice und Jinočany im Nordwesten.

## Geschichte
Archäologische Funde, die der Knovízer Kultur und Bandkeramik-Kultur zuzuordnen sind, belegen eine frühzeitliche Besiedlung des Gemeindegebietes.
Die erste schriftliche Erwähnung von Orech erfolgte 993 in einer Schenkungsurkunde Herzog Boleslav des Frommen für das Benediktinerstift Břevnov. Ein Teil des Dorfes gehörte jedoch zu den Besitzungen des Prager Kapitels. Die nächste Erwähnung der poprawczo provinciae Orsichow erfolgte erst 1337. Im Jahre 1352 wurde die Pfarrkirche in Orziech erstmals in den päpstlichen Zehntregistern aufgeführt. Ab 1371 besaßen die Prager Bürger Mikuláš und Jakub Ortl einen Teil des Dorfes. Die Pfarre Ořechov wurde 1384 zum Dekanat erhoben. Später wurde der Ort als Wořech bezeichnet. Ab 1391 besaß der später königliche Küchenmeister Mikuláš von Ořech genannt Kuchmajstr einen Anteil am Dorf. Im Jahre 1398 verpfändete die Kirche St. Nikolaus auf der Prager Kleinseite das Gut Wořech an Bonco von Wrssek (Bočko z Vršce), er veräußerte das Gut 1401 an den Karlsteiner Burggrafen Peter von Přimda. Nachfolgende Besitzer waren ab 1408 Beneš und Vilím von Ořech, danach Hašek von Hospozín, ab 1413 dessen Sohn Strachota von Hospozín, ab 1415 Hynek von Tismice und ab 1421 der Schöffe auf den Königlichen Weinbergen Václav von Ořech. Im Jahre 1515 kaufte der Rat zu Prager Neustadt einen Vorwerkshof mit Wäldern und Teichen. Nach dem Ständeaufstand von 1547 wurden dem Prager Kapitel die konfiszierten Anteile dreier Landadelsgüter an Wořech übereignet. Die Bewohner blieben jedoch weiterhin utraquistisch. Aus einem Erbstreit um den Hof von Jakub Jílek (Nr. 12) ist überliefert, dass der Katholik Jílek in einer Handfeste aus der Untertänigkeit entlassen wurde. Kaiser Rudolf II. bestätigte dies 1593 und erteilte Jílek zugleich das Privileg zur Führung eines Wappens und des Prädikats von Statenitz. Als das Kapitel im Jahre 1605 anstelle des kalixtinischen Pfarrers wieder einen Katholiken einzusetzen versuchte, führte dies zu einem heftigen Protest der Untertanen aus Zbuzany und Kopaniny. Nach der Schlacht am Weißen Berg verwaisten die Pfarren Wořech, Krteň und Řeporyje. Das Domkapitel St. Veit brachte danach auch den Freihof Jílkův dvůr wieder an sich und besaß damit in Wořech neben der Kirche und der Pfarrei 14 Huben, eine Mühle, einen Kretscham sowie einen Hof und somit fast das gesamte Dorf. Die Matriken wurden 1661 angelegt, im selben Jahre ist auch eine Schule nachweislich. Im Jahre 1682 setzte das Kapitel wieder einen Pfarrer in Wořech ein. Beim Pestausbruch von 1713 starben in Wořech elf Personen, in den eingepfarrten Dörfer forderte die Epidemie 78 Opfer. 1754 wurde das neue Schulhaus fertiggestellt. Nachdem sich das Gebäude als zu klein erwies, wurde 1821 eine neue Schule errichtet.
Im Jahre 1843 bestand Wořech / Ořech aus 39 Häusern mit 310 Einwohnern. Unter dem Pratronat der Obrigkeit standen die Pfarrkirche Enthauptung Johannes des Täufers, die Pfarrei und die Schule. Außerdem gab es im Dorf einen obrigkeitlichen Meierhof und ein Wirtshaus. Abseits lag südlich eine obrigkeitliche Schäferei und im Norden eine Mühle und ein Hegerhaus. Wořech war Pfarrort für Chrasstian, Zbuzan, Cheynitz, Hinter-Kopanina (Zadní Kopanina), Řepora (Řeporyje), Wohrada (Ohrada), Nowawes (Nová Ves), Wopatřilka (Opatřilka), Zmrzlik (Zmrzlík), Ginočan, Střebonitz (Třebonice), Mireschitz (Mirešice) und Chaby. Bis zur Mitte des 19. Jahrhunderts blieb Wořech der Herrschaft Chrasstian untertänig.
Nach der Aufhebung der Patrimonialherrschaften bildete Ořech / Wořech ab 1850 eine Gemeinde im Bezirk und Gerichtsbezirk Smíchov. Zu dieser Zeit lebten fast alle Einwohner von der Landwirtschaft, einzige Betriebe waren die Ziegelei und die Mühle. Das Dorf bestand aus den um den Dorfplatz gelegenen Bauerngütern und einigen weiteren Häusern. Zum Ende des 19. Jahrhunderts errichteten Handwerker und Kaufleute an der Straße Karlštejnská neue Häuser. Im Jahre 1900 wurde eine neue Schule erbaut. Im Zuge der Bodenreform wurde in den 1920er Jahren das Feld Beránkovské pole parzelliert, es entstand eine Siedlung mit 70 Häusern. Nach der Herausbildung von Groß-Prag wurde der Vorort Ořech an den Prager Stadtverkehr angeschlossen. Die Mehrzahl der Bewohner von Ořech pendelte nach Prag und arbeitete bei den Walter-Werken. 1927 wurde die Gemeinde dem Bezirk Praha-venkov und dem Gerichtsbezirk Praha-západ zugeordnet. Die Gemeinde Ořech hatte im Jahre 1932 662 Einwohner. 1942 wurde Ořech Teil des neu gebildeten Bezirkes Praha-venkov-sever. Seit 1949 gehört die Gemeinde zum Okres Praha-západ. In der zweiten Hälfte des 20. Jahrhunderts stagnierte die Entwicklung von Ořech; während in den meisten Orten am Prager Stadtrand Satellitensiedlungen wuchsen, wurden in Ořech zwischen 1950 und 1990 lediglich sechs neue Häuser errichtet. Seit 1994 führt die Gemeinde ein Wappen und Banner. Zwischen 1995 und 1999 wurden im Süden und Westen des Dorfes zahlreiche neue Einfamilienhäuser errichtet. Dadurch wuchs Ořech auf 271 Häuser an.

## Gemeindegliederung
Für die Gemeinde Ořech sind keine Ortsteile ausgewiesen. Zu Ořech gehört die Einschicht Kalinův Mlýn bzw. Podořešský Mlýn.

## Sehenswürdigkeiten
- Pfarrkirche Enthauptung Johannes des Täufers, sie ist seit 1352 nachweislich. Zwischen 1661 und 1682 wurde die Kirche abwechselnd von den Franziskanern aus dem Kloster Waldl in Hagek und Maria Schnee sowie vom Tachlowitzer Pfarrer verwaltet, danach erhielt sie wieder einen eigenen Pfarrer. Der ursprünglich gotischen Bau wurde zwischen 1714 und 1736 vergrößert und barock umgestaltet. Sie besitzt drei Altäre.
- Barockes Pfarrhaus, erbaut in der 1. Hälfte des 18. Jahrhunderts. Eine Gedenktafel erinnert an Jindřich Šimon Baar, der von 1895 bis 1897 und von 1909 bis 1919 Pfarrer von Ořech war.
- Statue des hl. Johannes von Nepomuk
- Gedenkstein für die Gefallenen beider Weltkriege
- Gedenkstein Husova mohyla